# Tardajos
Tardajos – gmina w Hiszpanii, w prowincji Burgos, w Kastylii i León, o powierzchni 12,8 km². W 2011 roku gmina liczyła 834 mieszkańców.